# خوان إبيتيي ديووي
خوان رامون إبيتيي ديووي رويغ (بالإسبانية: Juan Epitié Dyowe) (مواليد 12 أكتوبر 1976 في مانريسا) لاعب كرة قدم غيني استوائي دولي يجيد اللعب في خط الهجوم . لا يرتبط حاليا بأي نادي .

## روابط خارجية
- خوان إبيتيي ديووي على موقع الاتحاد الدولي (مؤرشف)  (الإنجليزية)
- خوان إبيتيي ديووي على موقع قاعدة بيانات كرة القدم.إي يو (الإنجليزية)
- خوان إبيتيي ديووي على موقع ناشيونال فوتبول تيمز (الإنجليزية)
- خوان إبيتيي ديووي على موقع Soccerway.com (الإنجليزية)